# William Hamilton (diplomat)
Sir William Hamilton, PC FRS FRSE (n. 13 decembrie 1730, Henley-on-Thames, Anglia, Regatul Marii Britanii – d. 6 aprilie 1803, Londra, Regatul Unit al Marii Britanii și Irlandei) a fost un diplomat britanic, anticar, arheolog și vulcanolog . După o perioadă scurtă de membru al Parlamentului, a ocupat funcția de ambasador britanic în Regatul Napoli, între 1764 și 1800. El a studiat vulcanii Vesuvius și Etna, devenind Fellow of the Royal Society și primitor al Medaliei Copley. A doua sa soție a fost Emma Hamilton, cunoscută drept amanta lui Horatio Nelson.

## Legaturi externe
- Lucrări de William Hamilton (diplomat) la Proiectul Gutenberg
- Works by or about William Hamilton at Internet Archive